# شرطة الإطفاء
شرطة الإطفاء Feuerschutzpolizei ( تعني حرفيا:شرطة مكافحة الحرائق) هي وحدة إطفاء في ألمانيا النازية وفرع من أوردنونغسبوليزي النازية في ألمانيا، التي تشكلت في عام 1938 عندما تم نقل فرق الإطفاء المهنية التابعة للبلدية الألمانية إلى الشرطة الوطنية. تم استبدال مركبات الإطفاء الحمراء السابقة والزي الأزرق ورتب خدمة الإطفاء بسيارات الإطفاء الخضراء والزي الأخضر ورتب الشرطة.

## التنظيم

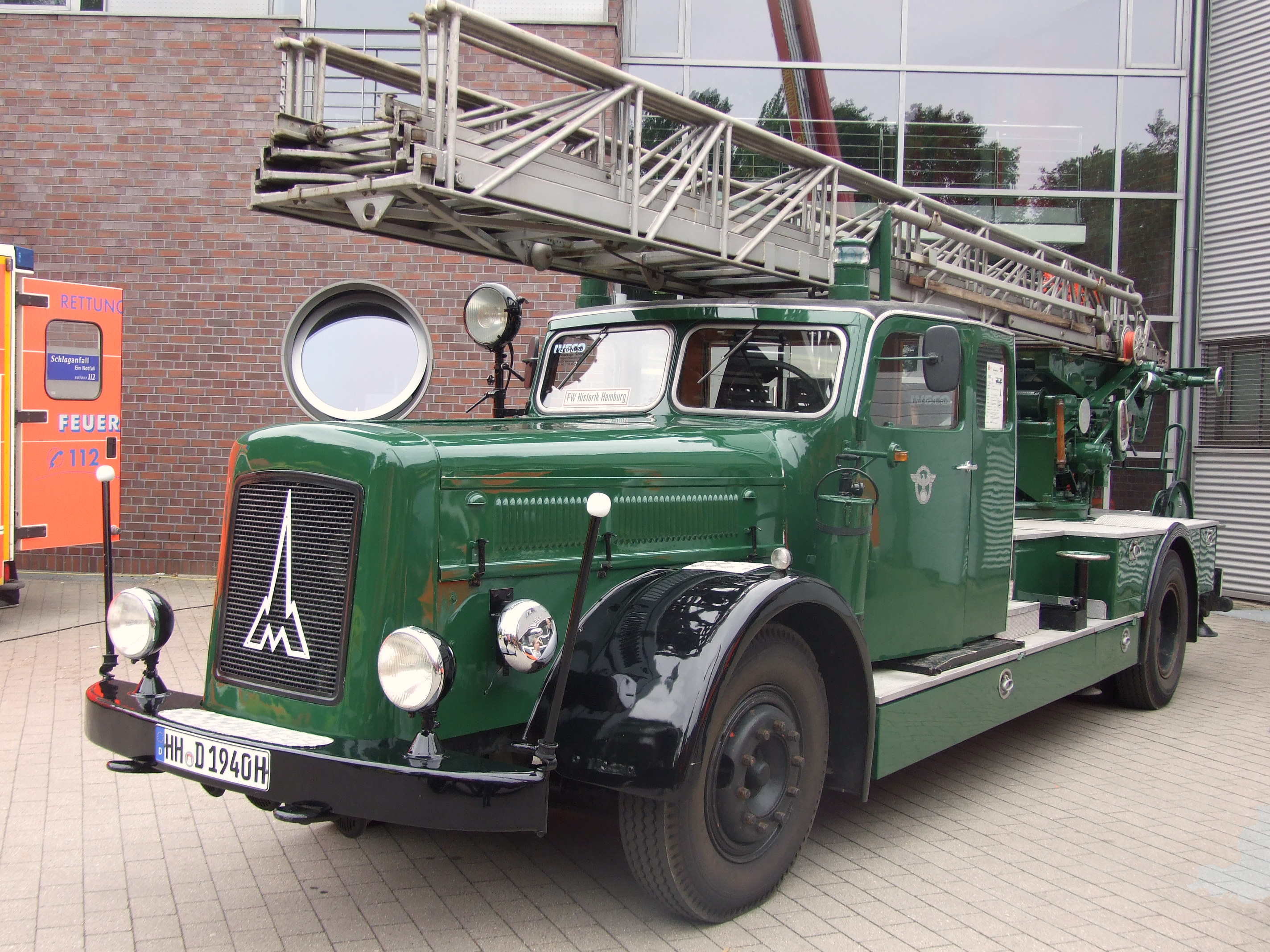
مركبة الإطفاء الخضراء.

في عام 1941 كانت هناك وحدات شرطة الحماية من الحرائق في 86 مدينة في ألمانيا، في أوستمارك (النمسا المحتلة) وفي الحكومة العامة (بولندا المحتلة). تتألف خدمات الإطفاء الألمانية خارج هذه المدن من فرق إطفاء متطوعة بالتعاون مع فرق إطفاء إجبارية (Pflichtfeuerwehr) وألوية إطفاء صناعية (Werkfeuerwehr). على الرغم من كونها فرعًا من أوردنونغسبوليزي، فإن شرطة مكافحة الحرائق كانت مؤسسة بلدية؛ المدن المعنية التي تتحمل مسؤولية ميزانية الموظفين والمعدات. إداريًا وعمليًا، كانت شرطة الحماية من الحرائق التابعة لأوردنونغسبوليزي.

## الوحدات الميدانية
خلال الحرب، نظمت شرطة الإطفاء ستة أفواج لمكافحة الحرائق الآلية. كانت مهمتهم متابعة تقدم الجيش الألماني وتحمل المسؤولية الرئيسية عن الحماية من الحرائق في الأراضي المحتلة والدفاع المدني. يتألف كل فوج من حوالي 1000 من رجال الإطفاء.
في عام 1943 تم إلغاء التنظيم العسكري، وأصبحت الكتائب وحدات مستقلة. شكل الفوج الرابع في حين تم تشكيل تسع كتائب من البقية. تتألف كل كتيبة من حوالي 400 من رجال الإطفاء في ثلاث فروع. تمت إضافة فرع رابعة من غير المواطنين ( فولكس دويتشه والأوكرانيين والبولنديين ) لاحقًا.
- شرطة الإطفاء-الكتيبة 1 ساكسونيا، 1939-1943
- شرطة الإطفاء-الكتيبة 2 هانوفر، 1941–1943
- شرطة الإطفاء-الكتيبة 3 Ostpreussen ، 1941-1943
- شرطة الإطفاء-الكتيبة 4 أوكرانيا، 1941-1943
- شرطة الإطفاء-الكتيبة 5 بوهيميا مورافيا، 1942–1943
- شرطة الإطفاء-الكتيبة 6 هولندا، 1942-1943

## الرتب
| إدارات الإطفاء المهنية (1935-1938)      | شرطة الإطفاء (1938-1941) | شرطة الإطفاء (1941-1945)    | شارة     | المقابلة رتبة في SS ( الفيرماخت )             |
| --------------------------------------- | ------------------------ | --------------------------- | -------- | --------------------------------------------- |
| -                                       | -                        | Generalleutnant             |          | SS-غروبنفهرر </br> (Generalleutnant)          |
| Oberbranddirektor                       | Generalmajor             | Generalmajor                |          | SS-Brigadeführer </br> (Generalmajor)         |
| Oberbranddirektor </br> Branddirektor   | Oberst                   | Oberst                      |          | SS-Standartenführer </br> (Oberst)            |
| Oberbaurat                              | Oberstleutnant           | Oberstleutnant              |          | SS-Obersturmbannführer </br> (Oberstleutnant) |
| Baurat                                  | رائد                     | رائد                        |          | SS-Sturmbannführer </br> (رائد)               |
| Brandingenieur Brandoberingenieur بورات | هاوبتمان                 | هاوبتمان                    |          | SS-هوبتستثرمفهرر </br> (هاوبتمان)             |
| -                                       | -                        | Bezirkshauptmann            |          | SS-هوبتستثرمفهرر </br> (هاوبتمان)             |
| -                                       | Inspektor                | Bezirksoberleutnant         |          | SS-Obersturmführer </br> (ملازم فرعي)         |
| Oberbrandmeister                        | Obermeister              | Leutnant                    |          | SS-Untersturmführer </br> (Leutnant)          |
| -                                       | -                        | Bezirksleutnant             |          | SS-Untersturmführer </br> (Leutnant)          |
| Brandmeister                            | مايستر                   | مايستر                      |          | SS-Sturmscharführer </br> (Stabsfeldwebel)    |
| Löschmeister                            | Hauptwachtmeister        | Hauptwachtmeister           |          | SS-Hauptscharführer </br> (Oberfeldwebel)     |
| Oberfeuerwehrmann                       | Bezirksoberwachtmeister  | Bezirksoberwachtmeister     |          | SS-Oberscharführer </br> (Feldwebel)          |
| -                                       | Oberwachtmeister         | Oberwachtmeister            |          | SS-Scharführer </br> (Unterfeldwebel)         |
| Feuerwehrmann                           | Wachtmeister             | Wachtmeister                |          | SS-Unterscharführer < (Unteroffizier)         |
| -                                       | -                        | Rottwachtmeister            |          | SS-Rottenführer </br> (Obergefreiter)         |
| -                                       | -                        | Unterwachtmeister [alpha 3] |          | SS-Sturmmann (Gefreiter)                      |
| -                                       | -                        | Anwärter                    | لا شارات | SS-مان (Oberschütze)                          |
| -                                       | -                        | أنوارتر [السفلى ألفا 3]     | لا شارات | SS-Anwärter </br> (Schütze)                   |

### اقتباسات
1. 1 2  Gesetz über das Feuerlöschwesen vom 23. November 1938 2016-08-09. نسخة محفوظة 2 سبتمبر 2018 على موقع واي باك مشين.
2. 1 2  FEUERSCHUTZPOLIZEI (FSchP) 2016-08-09. نسخة محفوظة 14 سبتمبر 2016 على موقع واي باك مشين. [وصلة مكسورة]
3. ↑  Andreas Linhardt, Feuerwehr im Luftschutz 1926–1945 (2002), pp. 200–201.
4. 1 2  Die Feuerschutzpolizei-Regimenter 2016-08-09. نسخة محفوظة 23 أبريل 2019 على موقع واي باك مشين.
5. ↑  Neustrukturierung 1935 2016-08-09. نسخة محفوظة 17 أبريل 2019 على موقع واي باك مشين.
6. 1 2  Rodehau 2009.
7. ↑  CIA 1999.
8. ↑  Mollo 1992.

## روابط خارجية
- www.feuerloeschpolizei.de
- Österreichischer Bundesfeuerwehrverband: Handbuch zur Feuerwehrgeschichte